# Sàtir (poeta)
Sàtir (en llatí Satyrus, en grec Σάτυρος) va ser un poeta epigramàtic grec.
Els epigrames de Sàtir apareixen a les antologies Palatina i de Planudes, amb diversos noms: Satyrius, Satyrus, Satyrus Thyïllus o només Thyïllus o Thyïlus. Jacobs suposa que Sàtir i Thyïllus van ser dos poetes diferents.